# Alphonse Louis Nicolas Borrelly
Pour les articles homonymes, voir Borrelly.
Alphonse Louis Nicolas Borrelly (8 décembre 1842 - 28 février 1926) est un astronome français.

## Biographie
Il a travaillé à l'observatoire de Marseille, où il découvrit un certain nombre d'astéroïdes et de comètes, dont la comète périodique 19P/Borrelly.
| (99) Dicé      | 28 mai 1868       |
| (110) Lydia    | 19 avril 1870     |
| (117) Lomia    | 12 septembre 1871 |
| (120) Lachésis | 10 avril 1872     |
| (146) Lucina   | 8 juin 1875       |
| (157) Déjanire | 1er décembre 1875 |
| (171) Ophélie  | 13 janvier 1877   |
| (172) Baucis   | 5 février 1877    |
| (173) Ino      | 1er août 1877     |
| (198) Ampella  | 13 juin 1879      |
| (233) Astérope | 11 mai 1883       |
| (240) Vanadis  | 27 août 1884      |
| (246) Asporina | 6 mars 1885       |
| (268) Adorea   | 8 juin 1887       |
| (308) Polyxo   | 31 mars 1891      |
| (322) Phaéo    | 27 novembre 1891  |
| (369) Aëria    | 4 juillet 1893    |
| (394) Arduina  | 19 novembre 1894  |

## Hommage
L'astéroïde (1539) Borrelly porte son nom pour lui rendre hommage.
L'esplanade piétonne de la place de la Pousterle à Roquemaure dans le Gard porte son nom.

## Éloge funèbre
- JO 9 (1926) 169